# Zatykó Imre
Zatykó Imre (Orosháza, 1900. október 25. – Budapest, 1987. december 4.) kertész.

## Életrajza
Felsőfokú tanulmányait 1919 és 1922 között a Kertészeti Tanintézetben folytatta. Gyakornokként ott kezdett dolgozni is, majd Szirmán elvállalta egy faiskola létesítését és irányítását. Később Pomázon faiskolát, Jánkmajtison gyümölcsöst telepített.
1949-ben a Gyümölcstermesztési Nemzeti Vállalat alkalmazottjaként az állami faiskolák irányításában dolgozott, majd 1951 májusától 1960-ban való nyugalomba vonulásáig a Kertészeti Kutató Intézet munkatársa volt.

## Munkássága
Munkássága során arra törekedett, hogy a faiskolai termesztés a korszerű gyümölcstermesztés megalapozója legyen. Kiemelkedő eredményeket ért el a gyümölcsfaalanyok szelekciójában és a hazai alanyok begyűjtésében, a dió és más termesztett gyümölcsfajták gazdaságos szaporítási módjainak kikísérletezésében és a korszerű gyümölcsfajták behozatalában Amerikából.

## Főbb munkái
- Gyümölcsfa gyökereztetési kísérletek (Budapest, 1957)
- A diógyökereztetés mai állása (Budapest, 1962)
- Új szempontok a vegyszeres gyümölcsritkításnál (Budapest, 1967)
- A gyümölcstermő növények vegyszeres termésszabályozása (Budapest, 1970)